# Aktion Weichsel

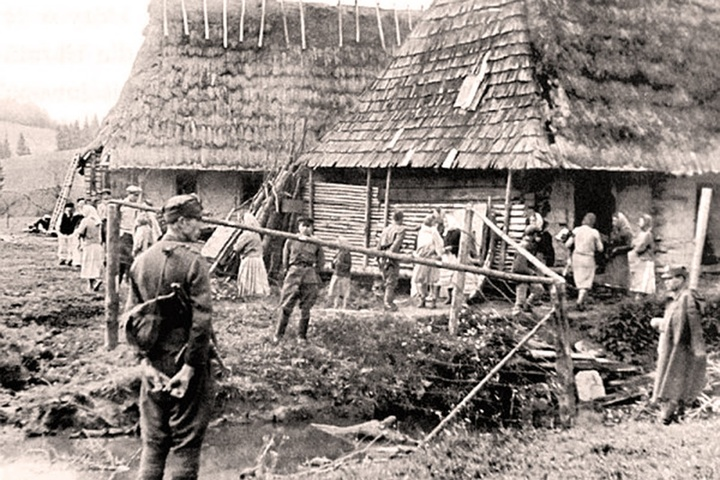
Foto der Aktion Weichsel 1947

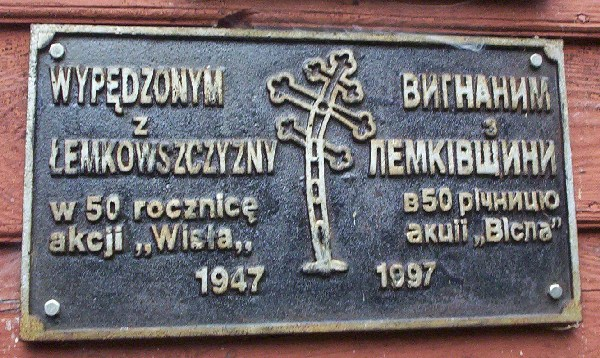
Gedenktafel an die zwangsumgesiedelten Lemken

Die sogenannte Aktion Weichsel (polnisch Akcja Wisła) bezeichnet die 1947 durchgeführte Zwangsumsiedlung ethnischer Ukrainer, Bojken und Lemken aus dem Südosten der Volksrepublik Polen (etwa aus der heutigen Woiwodschaft Karpatenvorland und den östlichen Teilen der heutigen Woiwodschaften Kleinpolen und Lublin) in den Norden und Westen des Landes (die sogenannten wiedergewonnenen Gebiete).

## Vorgeschichte
Als Folge des Zweiten Weltkrieges war es zur Westverschiebung Polens gekommen. Damit entstand im Osten des Landes eine Grenze, die weitgehend der nach dem Ersten Weltkrieg 1919 von den Westalliierten als Demarkationslinie zwischen Polen und Sowjetrussland verkündeten sowie mit wenigen Ausnahmen auf dem ethnographischen Prinzip Woodrow Wilsons basierenden Curzon-Linie entsprach. Darüber hinaus war das von der deutschen Besatzung befreite Polen in den Machtbereich der Sowjetunion geraten und somit ab 1945 der Stalinisierung ausgesetzt.
Während die Sowjetunion in den von ihr absorbierten Unionsrepubliken insbesondere in Zentralasien und dem Kaukasus auf kulturelle Zersplitterung setzte, verfolgte Josef Stalin nach dem Zweiten Weltkrieg in Europa zur Vorbeugung künftiger ethnischer Konflikte eine ethnische Homogenisierung seiner Satellitenstaaten. Dem entsprach das Vorhaben der kommunistischen polnischen Nachkriegsregierung, auch in Polen einen ethnisch homogenen Nationalstaat zu kreieren. Aus demselben Grund hatte das Lubliner Komitee noch während des Zweiten Weltkrieges mehrere so genannte Repatriierungsabkommen mit den an Polen angrenzenden sowjetischen Unionsrepubliken Weißrussland und Ukraine vereinbart. Die Verträge sahen einen Bevölkerungsaustausch vor. Dieser sollte formal freiwillig geschehen, tatsächlich fanden diese Umsiedlungen jedoch zu weiten Teilen unter Zwang statt. Die Bezeichnung der Betroffenen als „Repatrianten“ verschleierte, dass diese aus einem Gebiet vertrieben wurden, in dem ihre Vorfahren seit Jahrhunderten gelebt hatten, und eben nicht in die Heimat zurückgeführt wurden.
Ukrainer sollten aus Polen in die Sowjetunion umsiedeln, zum Ausgleich für Polen, die aus den von der Sowjetunion annektierten ostpolnischen Gebieten nach Westen ziehen mussten. Nach Ablauf der Abkommen wurden diese zwar mehrmals verlängert, dennoch verblieben innerhalb der neuen Grenzen Polens im Südosten des Landes zehntausende Ukrainer in direkter Grenzlage zur Sowjetunion. Diese Region befand sich zudem in einem Zustand des Bürgerkrieges. Die Ukrainische Aufständische Armee (UPA), eine nationalistische, antipolnische und antirussische Organisation, kämpfte unter ständigem Wechsel ihrer Bündnispartner seit 1943 für die Errichtung eines nicht-kommunistischen ukrainischen Nationalstaates. Sie verübte Anschläge auf sowjetische Funktionäre, Einrichtungen sowie Verkehrswege, war auch für das Massaker an polnischen Zivilisten in Wolhynien verantwortlich und wurde sowohl von polnisch-kommunistischer als auch von sowjetischer Seite bekämpft. Anfang April 1947 zerstörte die UPA die Eisenbahnbrücke von Stefkowa, „um die Umsiedlung von Ukrainern aus Polen nach der Ukraine zu behindern“. Zehntausende von Ukrainern wurden von Truppen des NKWD verhaftet und in Arbeitslager in Sibirien deportiert, weil sie verdächtigt wurden, Mitglied der UPA oder der Organisation Ukrainischer Nationalisten zu sein, während man ihre Heimatorte zerstörte.

## Planung

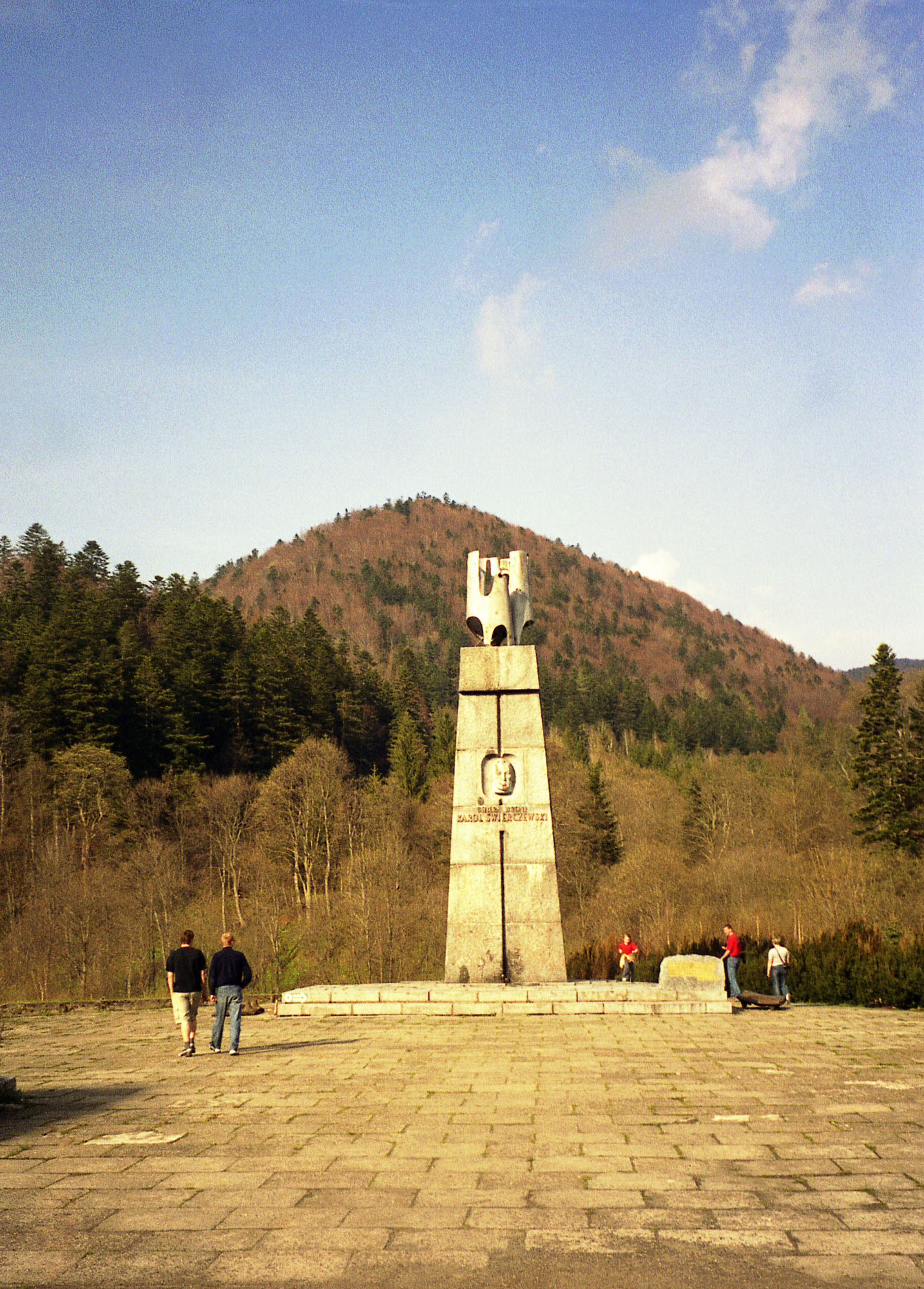
Denkmal für General Karol Świerczewski, Jabłonki, Bieszczady, Polen 2005

Nach dem aus polnischer Sicht begrenzten Erfolg der Verdrängung der Ukrainer in die Sowjetunion plante die kommunistische polnische Regierung die Lösung der ukrainischen Frage innerhalb des eigenen Staatsgebietes. Im November 1946 wurde dem Generalsekretär der Polska Partia Robotnicza (PPR) und Minister für die so genannten Wiedergewonnenen Gebiete (ehemalige Deutsche Ostgebiete) im Norden und Westen der polnischen Volksrepublik, Władysław Gomułka, ein Bericht des Chefs des Generalstabes der polnischen Volksarmee, des Generals Ostap Steca (1900–1978), vorgelegt. Darin wurde eine Art Konzept zur Zwangsmigration in die „wiedergewonnenen Gebiete“ vorgeschlagen, die ehemaligen Ostprovinzen Preußens, die nach der Potsdamer Konferenz unter polnische Verwaltung gestellt worden waren. Steca ging davon aus, dass man „zukünftig nicht mit der Loyalität dieser Bevölkerung gegenüber dem Staat rechnen“ könnte.
Die ersten konkreten Vorbereitungen der Aktion Weichsel begannen im Januar 1947. Die in Südostpolen stehenden Einheiten der polnischen Volksarmee erhielten die Aufgabe, Listen mit ukrainischen und auch gemischt-ukrainischen Familien zu verfassen. General Stefan Mossor, Vizechef des Generalstabes der polnischen Volksarmee, legte Verteidigungsminister Michał Rola-Żymierski anschließend einen Bericht vor, in dem er vorschlug, die ukrainische Bevölkerung „in einzelnen Familien in den Wiedergewonnenen Gebieten zerstreut umzusiedeln, wo sie sich schnell assimilieren“ würden.
Als rechtliche Grundlage für die Zwangsumsiedlung diente ein Gesetz vom 9. Juli 1937 über den Schutz der Staatsgrenzen. Darin wurde festgehalten, dass zur Sicherung und zum Schutz des Grenzgebietes eine Ausweisung nicht-polnischer Bewohner legal sei. Zur Zeit seiner Verabschiedung betraf dieses Gesetz vor allem die in den 1919 und 1920 zu Polen gekommenen Teilen Westpreußens und Oberschlesiens lebenden deutschen Minderheiten.
Auf einer Sitzung der polnischen Landessicherheitskommission am 27. März 1947 stellte General Mossor das Konzept für die Umsiedlung der Ukrainer vor. Der Tod des polnischen Generals Karol Świerczewski in einem Gefecht vermutlich mit ukrainischen Freischärlern am folgenden Tag wurde offiziell Aktivisten der UPA zur Last gelegt. Ob diese tatsächlich für seinen Tod verantwortlich waren, ist jedoch umstritten, da es dafür keine eindeutigen Beweise gab. Die beabsichtigte Zwangsumsiedlung erhielt damit in den Augen der polnischen Öffentlichkeit jedoch eine größere Legitimation. Durch eine verstärkte anti-ukrainische Propaganda wurde versucht, diese noch weiter zu erhöhen.
Am 11. April 1947 bestätigte das Politbüro des Zentralkomitees der Polnischen Arbeiterpartei den Plan der Umsiedlungsaktion. General Mossor wurde zu ihrem Leiter bestimmt. Drei Tage später, am 14. April 1947, wurden bei einer Besprechung im Ministerium für die Wiedergewonnenen Gebiete unter Beteiligung von Vertretern des Ministeriums für öffentliche Verwaltung, des PUR (Staatliches Amt für Repatriierung) und der polnischen Armee Richtlinien für die Durchführung der Aktion Weichsel erarbeitet.
Aufgrund dieser Bestimmungen sollten die Ukrainer im Nordwesten Polens mit einem Mindestabstand zur Landgrenze von 50 km und zur Seegrenze von 30 km neu angesiedelt werden. Sie sollten zudem nicht mehr als zehn Prozent der Bevölkerung in ihren neuen Heimatorten ausmachen, um eine rasche Assimilation der Deportierten sicherzustellen. Polnische Schätzungen gingen von noch etwa 74.000 Ukrainern in Südostpolen aus. Viele Ukrainer versteckten sich zu diesem Zeitpunkt jedoch noch in Wäldern oder in der Tschechoslowakei, um der so genannten „Repatriierung“ in die Sowjetunion zu entgehen, ihre tatsächliche Zahl dürfte 200.000 nicht unterschritten haben.
Am 16. April 1947 wurden dem Politbüro der Polnischen Arbeiterpartei diese Planungen vorgestellt. Die Aktion wurde von „Aktion Ost“ (polnisch Akcja Wschód) in „Aktion Weichsel“ (Akcja Wisła) umbenannt und genehmigt. Auf diplomatischen Wegen wurden die Regierungen der Sowjetunion und der Tschechoslowakei über die geplante Deportation informiert und gebeten, die Grenzen zu Polen zu blockieren, um die Umsiedlung zu erleichtern.

## Durchführung
Die Durchführung der Aktion Weichsel begann am 28. April 1947 um vier Uhr morgens. Sie verlief immer nach dem gleichen Muster. Nachdem ein Dorf von der polnischen Armee umstellt worden war, hatten die Bewohner wenige Stunden Zeit, um das Notwendigste zu packen. Anschließend wurden sie in bewachten Zügen deportiert. Personen, die in Verdacht geraten waren, mit dem ukrainischen Untergrund zu kooperieren (insbesondere Soldaten der Polnischen Heimatarmee, Kohlenarbeiter und Deutsche), wurden im ehemaligen Außenlager des KZ Auschwitz-Birkenau in Jaworzno inhaftiert. Annähernd 4.000 Personen, darunter auch Frauen und Kinder, wurden hier infolge der Aktion Weichsel untergebracht. Die UPA versuchte teilweise, die Transporte zu verhindern.
Die Aktion Weichsel dauerte genau drei Monate und war am 28. Juli 1947 beendet. Sie lässt sich in zwei Phasen unterteilen:
1. Phase: Umsiedlung der ukrainischen Bewohner aus den Kreisen Sanok, Lesko, Przemyśl, Brzozów und Lubaczów.
2. Phase: Umsiedlung der ukrainischen Bewohner aus den Kreisen Jarosław, weiter Lubaczów, Tomaszów und Lubelski.

Einher mit den Zwangsumsiedlungen ging in diesen Gebieten der Kampf gegen die ukrainischen Aufständischen der UPA.
Im Zuge der Aktion Weichsel wurden etwa 150.000 Ukrainer deportiert. Einziges Kriterium dabei war ihre Nationalität. Betroffen waren somit auch Ukrainer, die pro-kommunistisch waren oder als Soldaten der polnischen Volksarmee gedient hatten.
Nach dem Ende der Aktion Weichsel wurden verschiedene administrative Hürden geschaffen, um die Rückkehr der Ukrainer in ihre angestammten Siedlungsgebiete zu verhindern. In einem Dekret vom 27. September 1947 wurden die Ukrainer ihrer alten Besitztümer enteignet. Durch ein weiteres Dekret vom 28. August 1949 gingen die griechisch-katholischen Kirchen in staatlichen Besitz über.

## Nachwirkungen

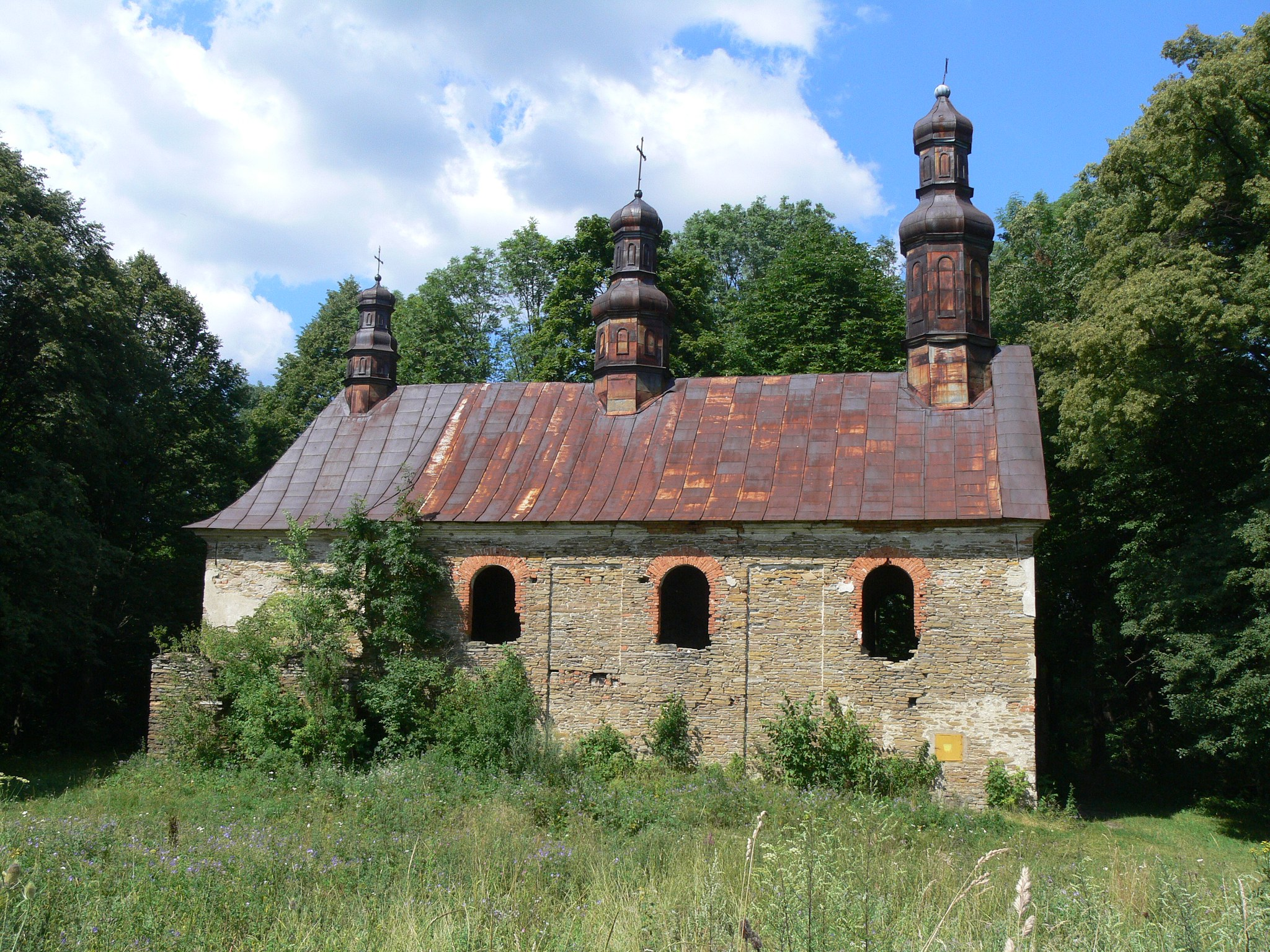
Eine verlassene griechisch-katholische Kirche im entvölkerten Dorf Królik Wołoski nahe Rymanów

Die Umsiedlung der polnischen Ukrainer hatte nicht die angestrebte kulturelle Auslöschung zur Folge. Schon zu Zeiten der Volksrepublik Polen fand am 18. Juni 1956 in Warschau das sogenannte 1. Allgemein-Ukrainische Treffen statt. 239 Delegierte sprachen dabei nach eigenen Angaben im Namen von 250.000 Ukrainern in Polen. Bei diesem Treffen verurteilte der polnische Bildungsminister Witold Jarosiński (1909–1993) in einer Rede die Durchführungsmethoden während der Umsiedlungsaktion. Kurze Zeit nach dem Treffen verurteilte das polnische Innenministerium, einst der Haupttäter der Aktion Weichsel, am 26. August 1956 auch offiziell die Aktion, im Rahmen der Entstalinisierung nach dem Tod Bolesław Bieruts.
Nach der Absetzung des kommunistischen Regimes missbilligte der polnische Senat am 3. August 1990 die Zwangsumsiedlung der Ukrainer, doch erhielten die Betroffenen ihr konfisziertes Eigentum nicht zurück. Laut einer Volkszählung der Jahre 2002/2003 bezeichneten sich in Polen 31.000 Bürger selbst als Ukrainer (und 5.800 als Lemken). Die weit größere Zahl ukrainischstämmiger Polen hat sich inzwischen assimiliert.

## Rezeption der Aktion Weichsel in Deutschland
Im Westen wurde die Deportation der Ukrainer innerhalb Polens 1947 nur am Rande wahrgenommen, obwohl sie nicht im Geheimen durchgeführt wurde. Ein Niederschlag in der deutschen Historiographie fehlt sogar fast völlig, ebenso wie die vorangegangenen wechselseitigen Umsiedlungen zwischen Polen einerseits und Weißrussland bzw. der Ukraine andererseits von der deutschen Geschichtsschreibung kaum beachtet wurden.